# Sharon Maguire
Pour les articles homonymes, voir Maguire.
Sharon Maguire est une réalisatrice et scénariste galloise née le 28 novembre 1960 à Aberystwyth (Pays de Galles). Elle a fait des études d'art dramatique à l'Université d'Aberystwyth, entre 1979 et 1983. Après une année de spécialisation en journalisme à Londres, elle a travaillé à The Media Show. En 1991 elle commença à travailler pour la BBC en participant à la production et la réalisation de The Late Show, magazine culturel diffusé à 23 h 15, après le dernier Journal sur BBC Two.
Elle a réalisé quelques documentaires, mais c'est Le Journal de Bridget Jones en 2001 qui l'a rendue célèbre comme réalisatrice. 
Elle a réalisé un 3e opus de Bridget Jones intitulé Bridget Jones's Baby, sorti en septembre 2016.
Le film s'inspire du livre écrit par son amie Helen Fielding, qui lui-même a été influencé par les personnages du roman de Jane Austen, mais surtout par la série télévisée Orgueil et Préjugés, de Simon Langton. 
Elle a inspiré le personnage de Shazzer.

## Filmographie

### Cinéma
- 2001 : Le Journal de Bridget Jones (Bridget Jones's Diary)
- 2008 : Incendiary
- 2016 : Bridget Jones Baby (Bridget Jones's Baby)
- 2020 : Marraine ou presque (Godmothered)

### Documentaires
- 1991 The Thing is... Hotels
- 1991 The Thing is... Babies
- 1994 Yo Picasso
- 1994 In at Number Ten
- 1995 Rumer Godden: An Indian Affair
- 1996 H.G. Wells: The Panther and the Jaguar
- 1996 H.G. Wells: Bromley Boy
- 1997 Dame Henrietta's Dream

## Source
- (en) Cet article a créé à partir de l'article de Wikipedia en anglais consacré à Sharon Maguire